# 特別捜査令状 - ポーランド
特別捜査令状 - ポーランド（ドイツ語: Sonderfahndungsbuch Polen）は、ナチ党の親衛隊情報部（SD）第二局がポーランド在住のドイツ系住民の協力を得て作成した捜査令状。この令状に記載された人物は、来るべきポーランド占領支配期に拘禁または銃殺されることが予定されていた。
特別捜査令状はポーランド知識人層（インテリ）の殲滅によるポーランドの「民族浄化」を計画するタンネンベルク作戦の遂行のために作成され、令状作成を中心的に進めたのはラインハルト・ハイドリヒだった。このタンネンベルク作戦自体は、ナチス・ドイツの東部総合計画の一環であった。
令状のリストには6万1000人以上のポーランド人エリートの名前が記載されていた。政治家、知識人、学者、俳優、官僚、地主貴族、カトリック教会聖職者、大学教授、教師、医者、弁護士、さらには1936年ベルリンオリンピックに出場した有名スポーツ選手などである。令状に記載された人々の多くが、特別行動部隊（EGr）や自衛団によって殺害されるか、拘束されて強制収容所に送られた。